# Callyspongia robusta
Callyspongia robusta är en svampdjursart som först beskrevs av James Scott Bowerbank 1875.  Callyspongia robusta ingår i släktet Callyspongia och familjen Callyspongiidae. Inga underarter finns listade i Catalogue of Life.